# Mu žen čuang

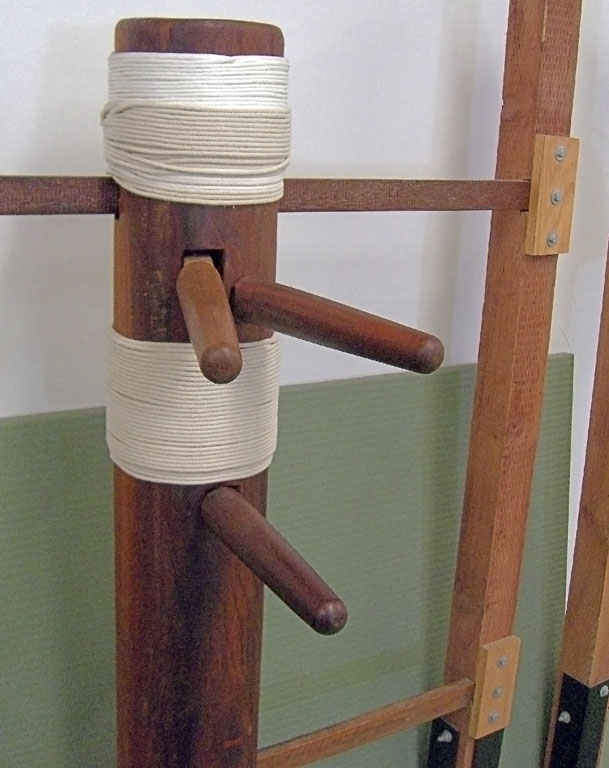
příklad panáka ze školy Wing Tsun v Kalifornii

Mu žen čuang (čínsky 木人樁 pchin-jin mù rén zhuāng, kantonsky muk yan jong) je pomůcka pro nácvik jung-čchun (Wing Chun), v překladu znamená Dřevěný panák nebo také Pan dřevák. Skládá se z trupu, ten tvoří typicky kmen stromu, a ze tří pacek plus jedné větší, která má představovat nohu. Do panáka se nemlátí jako do boxovacího pytle. Princip spočívá v simulaci boje, základem kung fu je provádění úderu a obrany v jeden okamžik, což vyžaduje rychlost. Tato pomůcka byla a je hojně využívaná ve školách u různých mistrů, ale proslavil ho nejspíš Yip Man a jeho nejlepší učedník Bruce Lee. Cvičení se provádí tak, že jedna ruka kryje údery představované dřevěnými packami a druhá udeří do kmenu, toto cvičení vytváří tzv. svalovou paměť a významně zlepšuje reflexy. Neméně důležitý je fakt, že pokud se toto cvičení provádí správně a často, lidské ruce si zvyknou na bolest z boje a to je z hlediska kung fu velmi důležité.